# Кебіч В'ячеслав Францович
В'ячесла́в Фра́нцович Ке́біч (біл. Вячаслаў Францавіч Кебіч; 10 червня 1936, село Конюшівщина, нині Воложинський район Мінської області, Білорусь — 9 грудня 2020, місто Мінськ, Білорусь) — білоруський політик, перший прем'єр-міністр Республіки Білорусь з 1990 до 1994 року. Член ЦК КПРС у 1990—1991 роках. Народний депутат СРСР (1989—1991).

## Життєпис
Батько — Франц Карлович, мати — Тетяна Василівна.

### Освіта
- Білоруський політехнічний інститут (1958)
- Мінська Вища партійна школа при ЦК КП Білорусі (1984)

### Кар'єра
Після закінчення інституту з 1958 року працював інженером-технологом, старшим інженером-технологом, начальником дільниці, начальником цеху, заступником головного інженера Мінського заводу автоматичних ліній. Член КПРС (1962–1991).
1973–1978 — головний інженер, директор Мінського верстатобудівного заводу імені С. М. Кірова.
1978—1980 — генеральний директор Мінського виробничого об'єднання із випуску протяжних та відрізних верстатів імені С. М. Кірова.
1980—1984 — другий секретар Мінського міського комітету КП Білорусії, завідувач відділу ЦК КП Білорусії.
1984—1985 — другий секретар Мінського обласного комітету КП Білорусії.
1985—1990 — заступник голови Ради міністрів Білоруської РСР — голова Держплану Білоруської РСР.
7 квітня 1990 — 18 вересня 1991 року — голова Ради міністрів Білоруської РСР. 18 вересня 1991 — 21 липня 1994 року — прем'єр-міністр Білорусі.
Брав участь у президентських виборах 1994 року, однак поступився у другому турі Олександру Лукашенку. Після виборів очолив Білоруський торгово-фінансовий союз.
Член Палати представників з 1996 до 2004 року. Після членства у парламенті очолював Торгово-фінансовий союз, який створив 1994 року.
Помер 9 грудня 2020 року в лікарні від коронавірусної хвороби 2019.

## Нагороди
- 2 ордени Трудового Червоного Прапора
- Орден «Знак Пошани»
- Заслужений машинобудівник БРСР
- Лауреат Державної премії БРСР
- Почесна грамота Президії Верховної Ради Білорусі (1996)[4]

## Твори
- Кебіч В. Ф. Спокуса владою: з життя прем'єр-міністра / В. Ф. Кебіч; під ред. Осинського. — Мінськ: Парадокс, 2008. — 478.